# Jay Cooper
Jay Cooper (* in Westford, Massachusetts) ist ein US-amerikanischer Spezialeffektkünstler.

## Leben
Cooper stammt ursprünglich aus Westford, Massachusetts und lebt jetzt in San Anselmo, Kalifornien, mit seiner Frau und zwei Kindern. Er hat einen Abschluss in Englisch von der James Madison University. Er studierte Filmproduktion an der New York University.

## Karriere
Cooper arbeitete für Cinesite, Sony Pictures Imageworks und Rhythm & Hues, bevor er 1998 als Digital Compositor zu Industrial Light & Magic kam. Seit seinem Eintritt bei ILM ist Cooper zum Visual Effects Supervisor aufgestiegen und ist für die Entwicklung und Gestaltung der visuellen Effekte der von ihm betreuten Projekte verantwortlich.
Für seine Arbeit war er gemeinsam mit den Kollegen Ian Comley, Andrew Roberts und Neil Corbould bei der Oscarverleihung 2024 für die Auszeichnung in der Kategorie Beste visuelle Effekte nominiert. Die vier wurden von der Visual Effects Society ausgezeichnet. Hinzu kamen weitere Nominierungen und Preise.

## Filmografie (Auswahl)
- 1996: Space Jam
- 1998: Schweinchen Babe in der großen Stadt
- 1999: Wild Wild West
- 2000: Der Sturm
- 2001: Jurassic Park III
- 2009: Star Trek
- 2023: The Creator